# 佩列沙茨大桥

佩列沙茨大桥所在位置（图中红线）

佩列沙茨大桥是克罗地亚一座跨海公路桥梁，连接克罗地亚最南端的大陆与杜布罗夫尼克附近的佩列沙茨半岛，跨越亚得里亚海中两个相邻海域：小斯通湾和内雷特瓦海峡（Neretva Channel）。
2007年開始設計，由于与邻国波斯尼亚和黑塞哥维那存在政治争议以及财政上的困难，大桥于2012年擱置，克罗地亚民主联盟领导下的政府支持该项目的建设，并于2017年下半年获得欧盟基金而重启。
大桥预估造价超过4亿欧元（约合4.88亿美元），是克罗地亚独立以来规模最大的战略性基建项目，欧盟基金将承担85％的项目建设支出。2018年1月12日，由中国路桥建设牵头的中国企业联合体成功中标大桥和连接线一期工程项目，承诺工期36个月。2021年7月28日，大橋合龍。2022年7月26日，大桥正式通车。

## 背景
由于克罗地亚最南端的大陆被内乌姆镇（属于波黑领土，并形成波黑唯一的出海口）周围的海岸所分割，因此在达尔马提亚最南端与克罗地亚其它领土之间修建的物理通道被限制在克罗地亚领海范围内。
1996年，波黑与克罗地亚签署了《内乌姆协议》，授予克罗地亚可无阻碍通行内乌姆的权利，然而该协议从未生效，往来交通仍然需要接受两次边防检查。
在克罗地亚加入欧盟的过程中，克罗地亚政府曾声称，修建这座大桥将成为克罗地亚加入申根区的一个“先决条件”，但欧盟委员会2010年指出，这仅仅是解决这一问题的若干选项之一。

## 概况
根据2007年制定的建设规划，佩列沙茨大桥将建成一座总长2,404（7,887英尺），净高55（180英尺）的梁桥－斜拉桥组合体系桥梁，主跨568（1,864英尺），桥宽21（69英尺），足以容纳双向四车道。如果建成，它将成为欧洲第二长的主跨。两座桥塔高于海平面170（560英尺），其中桥面以上部分高115（377英尺），而若从海床算起，其高度将达到240（790英尺）。大桥的梁桥部分由14座桥墩组成（7座位于佩列沙茨半岛的布里耶斯塔一侧，7座位于克罗地亚大陆的科马尔纳一侧），每跨长度均为180（590英尺）。

### 接线公路
除桥梁工程之外，还需要建设大桥两端的接线公路，包括佩列沙茨的两座隧道（分别长2,170米、450米），以及两座小型桥梁（分别长500米、50米）。
大桥不能成为A1高速公路的组成部分，该公路目前已连通萨格勒布至普洛切，因为大桥所规划的车道数量未达到必要条件。从普洛切经佩列沙茨大桥到斯通再到杜布罗夫尼克的公路计划设置四车道。